# Alvaro Lojacono
Alvaro Lojacono (Roma, 7 maggio 1955) è un ex brigatista italiano con cittadinanza svizzera, coinvolto negli omicidi di Miki Mantakas e di Girolamo Tartaglione e nell'agguato di via Fani.

## Biografia
Soprannominato "Varo", nasce a Roma da Giuseppe Lojacono, economista ed esponente romano del PCI, e Ornella Baragiola, cittadina elvetica. Con il nome di battaglia "Otello", negli anni 1970 militò prima in gruppi della sinistra extraparlamentare romana, e in particolare di Potere Operaio, e poi nelle Brigate Rosse.
Lojacono fu coinvolto nell'uccisione dello studente greco Miki Mantakas, avvenuta il 28 febbraio 1975 di fronte alla sede del MSI del rione Prati. L'uccisione di Mantakas si verificò dopo provocazioni di esponenti della sinistra parlamentare verso i giovani missini raccolti di fronte al Tribunale di Roma, dove si stava svolgendo il processo a esponenti di Potere Operaio per i morti nel rogo di Primavalle. Lojacono, testimone a favore di uno degli imputati, si scontrò col missino Luigi D'Addio; i due vennero separati dall'intervento dell'allora maggiore dei carabinieri Antonio Varisco (in seguito ucciso dalle Brigate Rosse). In seguito Lojacono fu condannato in contumacia a 16 anni di carcere per l'omicidio di Mantakas.
Passato alle Brigate Rosse, nel 1978 fu sospettato di aver partecipato all'assassinio del giudice Riccardo Palma (14 febbraio 1978). Il 10 ottobre 1978 partecipò all'assassinio del magistrato Girolamo Tartaglione, direttore generale del Ministero di grazia e giustizia. È stato anche sospettato di aver partecipato alla strage di via Fani, con l'uccisione di cinque uomini della scorta ed il rapimento di Aldo Moro, presidente della Democrazia Cristiana. Nel 1980 è espatriato in Algeria e in Brasile, quindi in Svizzera, ove nel 1986 ha acquisito la cittadinanza tramite naturalizzazione, adottando il cognome della madre svizzera, quindi con il nome di Alvaro Baragiola. Dato che la legge allora in vigore in Italia non permetteva la doppia cittadinanza, ha "automaticamente" cessato di essere cittadino italiano. Sotto mandato di arresto internazionale, in Svizzera fu messo in detenzione preventiva con l'accusa di aver partecipato agli avvenimenti di via Fani e di aver ucciso il giudice Girolamo Tartaglione.
Il 6 novembre 1989 Lojacono fu condannato dalla corte di assise del Canton Ticino a 17 anni di prigione per l'assassinio di Tartaglione e per due tentativi di rapina a mano armata, anche se scontò solo 11 anni, per buona condotta. L'8 giugno 1988 le autorità elvetiche aprirono una procedura sulla sua eventuale partecipazione al sequestro Moro, ma questa venne archiviata per mancanza di prove in quanto gli autori del delitto si erano rifiutati di testimoniare davanti alla giustizia elvetica. Nel processo Moro-quater la giustizia italiana lo condannò all'ergastolo in contumacia per aver bloccato via Fani assieme ad Alessio Casimirri, intrappolando l'auto di Aldo Moro e della scorta (sentenza confermata il 14 maggio 1997). Dal canto suo, la giustizia svizzera decise di non promuovere verso Lojacono l'accusa di assassinio e quindi di non rinviarlo a giudizio. Nel 2000 uscì dal carcere svizzero in libertà condizionata e nel giugno dello stesso anno venne arrestato sulla spiaggia di Isola Rossa in Corsica, su mandato di cattura della magistratura italiana. Ottenne però la scarcerazione ed evitò l'estradizione in Italia in quanto il diritto francese non riconosce la condanna in contumacia e il diritto svizzero non prevede l'estradizione per i propri cittadini.